# Saint-Michel-d'Aurance
Saint-Michel-d'Aurance es una comuna francesa situada en el departamento de Ardèche, en la región de Auvernia-Ródano-Alpes. 

## Demografía
| 258 | 218 | 155 | 163 | 185 | 222 | 266 |
| Para los censos de 1962 a 1999 la población legal corresponde a la población sin duplicidades (Fuente: INSEE [Consultar]) |     |     |     |     |     |     |